# Post & Telecommunications Center
Le Post & Telecommunications Center (天津邮电通信网管中心) est un gratte-ciel de 183 mètres de hauteur sur 26 étages situé à Tianjin dans le nord de la Chine. Il a été achevé en 1998. Il abrite des bureaux.
L'immeuble a une forme triangulaire, ce qui est très rare parmi les gratte-ciel.
L'architecte est l'agence du taïwanais C.Y. Lee